# Орлинда (Тенеси)
Орлинда (енгл. Orlinda) град је у америчкој савезној држави Тенеси.

## Демографија
По попису из 2010. године број становника је 859, што је 265 (44,6%) становника више него 2000. године.
| Група             | 2000.       | 2010.       |
| Белци             | 562 (94,6%) | 770 (89,6%) |
| Афроамериканци    | 24 (4,0%)   | 45 (5,2%)   |
| Азијати           | 1 (0,2%)    | 4 (0,5%)    |
| Хиспаноамериканци | 4 (0,7%)    | 29 (3,4%)   |
| Укупно            | 594         | 859         |